# اومش وزیرانی
اومش وزیرانی (هندی: उमेश वीरकुमार वज़ीरानी) استاد راجر ای استروچ مهندسی برق در دانشگاه کالیفرنیا، برکلی و مسؤول مرکز محاسبات کوانتومی برکلی است. تحقیق او در خصوص محاسبه کوانتوم است و مؤلف کتابی درباره الگوریتم بوده‌ است. برادر او ویجی استاد انستیتو تکنولوژی جورجیا است.
او و برادرش در ۲۰۰۵ به عضویت پیوسته ای سی ام برگزیده شدند.